# 遇見好男孩
《闪亮的日子》（英語：Latter Days，也译作《遇见好男孩》、《传道·同志》、或《迫近之日》），曾获得洛杉磯、費城、多倫多三地同性恋影展最受觀眾歡迎大獎，也是2004年美國最賣座同性恋电影，也是少有的将宗教和同性恋问题联合在一起的影片。

## 剧情
住在洛杉矶的英俊的同性恋者 Christian（韦斯利·A·拉姆齐 饰），经常与各种各样的人发生一夜情，并且在与他同在餐馆打工的朋友们面前炫耀自己的经历。可是，一天4位来自摩门教传教士搬进Christian公寓的隔壁后，他Christian 的人生开始了变化。
Christian 尝试着去接近这群摩门教徒，但是他发现摩门教徒极度排斥同性恋者，他很不甘心。于是 Christian 与朋友们打赌，自己会在2星期之内搞掂4位摩门教徒其中的一位，并且拿到他的内裤来作证明。但在接触的过程中，Christian 发觉自己真正爱上了单纯的 Elder Aaron Davis（史蒂夫·桑德沃斯 饰）。
一天，在 Christian 试图引诱 Aaron 时，被告知「我們是彩色和白色的衣服，是不能混在一起的」，Christian 从此不再发生一夜情，并参加了志愿者活动。当 Christian 终于赢得 Aaron 的心，两人忘情拥吻的时候，却被其他的摩门教徒撞见。按照摩门教的规矩，Aaron 必須被遣送回家并接受处罚。Christian 得知 Aaron 因为暴风雪使机场关闭而滞留后，立即赶往那里，两人在旅馆度过了浪漫的一夜，Christian 也向 Aaron 倾述了自己成为同性恋的经历。
但是第二天清晨，Aaron 还是不辞而别，只留下一个怀表给 Christian。返回洛杉矶的 Christian 情绪低落，一直等待 Aaron，并想尽办法得知了 Aaron 家里的电话。而 Aaron 却在父亲、母亲的刺激下割腕自杀，后被送进了改造所。Christian 以为 Aaron 真的自杀，伤心的 Christian 去了爱达荷 Aaron 家中将怀表返还 Aaron 的母亲。然而二人最终在 Christian 工作的餐馆相遇，并忘情的拥抱，给了影片一个温馨的结局。